# Le Cordon Bleu
Le Cordon Bleu (с фр. — «Голубая лента», на русский транскрибируется как «Лё кордон блё») — международная сеть школ гостиничного сервиса и кулинарии..

## Кулинарная академия Le Cordon Bleu
Название «голубая лента», восходящее к ордену Святого Духа, взял себе французский кулинарный журнал La Cuisinière Cordon Bleu, основанный Мартой Дистель в 1890-х годах. Журнал предлагал желающим брать уроки у лучших шеф-поваров Франции. В конечном счете эти единичные уроки переросли в кулинарную школу, которая открылась в 1895 году. Школа была закрыта на время оккупации Парижа (1940—1944). После войны Элизабет Брассарт возобновила занятия в школах на улице Фобур Сент-Оноре в Париже и в Шато-де-Монтжеан. Брассарт управляла школой вплоть до 1984 года, когда в возрасте 87 лет она вышла на пенсию и продала школу её нынешнему владельцу Андрэ Ж. Куантро, потомку известных французских династий Куантро и Реми Мартин.
В 1933 году бывший студент Диона Лукас помог открыть школу под названием Le Cordon Bleu в Лондоне. В 1988 году, вскоре после покупки Le Cordon Bleu, Куантро приобрёл школу в Лондоне, и затем начал международную экспансию: школы появились в Аделаиде и Сиднее (Австралия); Сеуле (Южная Корея); Оттаве (Канада); Токио, Кобе и Йокогаме (Япония); Лиме (Перу); Мехико (Мексика) и Бангкоке (Таиланд).
Помимо кулинарных программ, Le Cordon Bleu предлагает обучение гостиничному сервису.

## Современные сложности
После покупки школы Le Cordon Bleu, Куантро начал систематическую борьбу с нелегальным использованием его имени. В качестве одного из примеров, в 2006 году Le Cordon Bleu подал иск против маленького семейного ресторана Ste. Anne, Manitoba за нарушение правил использования торговой марки. Хотя владельцы ресторана, который работает под названием «Cordon Bleu» с 1963 года, и утверждали, что никому и в голову не приходило входить в конфликт. В результате владельцы ресторана согласились сменить название, а Le Cordon Bleu помог им купить новые вывески.[значимость факта?]